# ديفيد باترا
دافيد تشاندرا باترا (بالسويدية: David Chandra Batra؛ وُلد في 29 نوفمبر 1972) هو ممثل تلفزيوني وكوميدي ارتجالي سويدي. وُلد في مدينة لوند لأب هندي وأم سويدية.
بدأ باترا مسيرته في الكوميديا الارتجالية عام 1994، وكتب وأدى أدوارًا رئيسية في عدة مسلسلات كوميدية على التلفزيون الوطني السويدي. كما قدّم عروضًا في الدنمارك وفنلندا والنرويج وروسيا وإسبانيا والولايات المتحدة. بالإضافة إلى ذلك، ظهر في قنوات مثل بي بي سي وسي إن بي سي.
في 25 أغسطس 2009، ظهر لأول مرة في برنامج البرلمان على قناة TV4، وشارك خلال خريف وشتاء عامي 2009 و2010 في البرنامج الكوميدي سيركوس مولر على القناة نفسها.
في عام 2012، حلّ باترا محل الكوميدي النرويجي كالي هيليفانغ-لارسن كمساعد في البرنامج الحواري النرويجي هذا المساء مع يلفيس. ألّف باترا أربعة كتب عن الكوميديا، بالإضافة إلى كتاب طبخ. وهو متزوج من السياسية السويدية آنا ماريا شينبيري زعيمة المعارضة ورئيسة حزب المحافظين. ولهما ابنة واحدة.
ومنذ عام 2017، يشغل باترا منصب عضو لجنة التحكيم في برنامج المواهب التلفزيوني تالانغ.